# فاكوم 100
فاكوم 100 أول جهاز حاسوب ياباني تم إنتاجه عام 1954 م من قبل شركة فوجيتسو اليابانية
للجهاز القدرة على القيام بالعمليات الحسابيه وعرض النتيجة من خلال ثمان خانات لعرض الارقام,
يستغرق الجهاز ما مقداره 0,35 ثانيه للقيام بعمليتي الجمع والطرح وما مقداره 1,8 ثانية لعملية الضرب و 5 ثواني لعملية القسمة.
كذلك فان نظام الجهاز يتحقق من صحة العمليات الحسابيه، فان وجد خطأ فان العمليات الحسابية تعاد ,وان استمر حدوث الخطأ فانه يتم الإشارة إلى ذلك بانارة مصابيح التنبيه الموجودة في الجهاز، وتبلغ القدرة الحسابية للجهاز من 40 - 100 ضعف قدرة الإنسان الحسابية
اما بالنسبة للحجم كذلك فان نظام فاكوم 100 المتكامل كان يشغل مساحه كبيره, حيث بلغت المساحة التي يشغلها ما يقارب الـ 40 متر مربع
ولا يمكن تحريكه.